# Dark Space
The Lost Planet (Originaltitel Dark Space, Alternativtitel Off World) ist ein US-amerikanischer Science-Fiction-Film von Emmett Callinan, der am 15. Juli 2013 in Deutschland veröffentlicht wurde und in Deutschland den Fernsehtitel The Lost Planet – Something Is Out There trägt.

## Handlung
Nachdem das gecharterte, langsam fliegende Shuttle von sechs jugendlichen Freunden auf dem Weg zum Urlaubsziel Centari Five selbstverschuldet durch unzulässiges Beschleunigen beschädigt wird, müssen sie auf der Oberfläche eines fremden Planeten notlanden. Das Senden eines Notsignals ist nicht möglich. Bald schon merken sie, dass sie hier nicht allein sind. Sie werden von den einheimischen Kreaturen und einer technisch hochentwickelten, bewaffneten und scheinbar fremden Rasse von Soldaten gejagt und müssen ums Überleben kämpfen. Devin wird von einem der Soldaten gefangen genommen und mit einem Elektroschocker gefoltert. Beim Versuch ihn zu befreien werden auch Jack und Shelly gefangen genommen. Die Soldaten werden von den mysteriösen Kreaturen allerdings ebenso heimgesucht, wie die irdischen Besucher, und so gelingt es Devin, Jack und Shelly nach einem Angriff einer der Kreaturen ihren Bewacher zu überwältigen. Sie erkennen, dass es sich bei ihm um einen Menschen handelt, als sie ihm den Helm abnehmen. Shaun wird unterdessen im Shuttle während einer Belüftungsphase von einer Kreatur getötet. Die bei der Landung verletzte Flower, die ebenfalls im Shuttle zurückbleibt, wird von einem anderen Soldaten entdeckt, den sie schließlich zu töten vermag. Bei einem Kampf mit einer der Kreaturen wird Devin schwer verletzt und tötet daher die Kreatur und sich selbst, um seinen Freunden die Flucht zu ermöglichen. Flower hat zwischenzeitlich das Shuttle wieder in einen flugbereiten Zustand versetzt und rettet ihre fliehenden Freunde vor einer kleinen Gruppe von Soldaten, indem sie die Waffen des Shuttles einsetzt. Die Situation wird von den einheimischen Kreaturen beobachtet, die sich aber erst zu erkennen geben, als sie mit ansehen, wie Shelly einen der Soldaten aus Rache an der Hinrichtung Jacks tötet. Nachdem das Shuttle wieder repariert ist, können die überlebenden Freundinnen Flower und Shelly ein Notsignal zur Erde senden.